# Shiho Ishizawa
Shiho Ishizawa (Japans: 石沢 志穂, Ishizawa Shiho) (Nakasatsunai (Subprefectuur Tokachi), 23 oktober 1986) is een Japans oud-langebaanschaatsster. Sinds 2011 trainde ze mee met Team CBA.
Ishizawa was vooral goed op de langere afstanden, zo werd Ishizawa tijdens de Olympische Winterspelen van Vancouver 15e op de 3000 meter en 9e op de 5000 meter. Ook nam ze soms deel aan allroundtoernooien: zo plaatste ze zich in 2010 met een tweede plek op het continentaal kampioenschap van Azië voor het WK allround, waar ze 21e werd.
Op de Aziatische Winterspelen 2011 won Ishizawa met haar landgenoten brons op de ploegenachtervolging en werd ze 5e op de massastart. Op de WK afstanden 2011 werd ze 12e op de 3000 meter, 10e op de 5000 meter en vierde op de ploegenachtervolging.

## Persoonlijke records
| Afstand    | Tijd    | Datum            | Baan           |
| ---------- | ------- | ---------------- | -------------- |
| 500 meter  | 40,54   | 18 februari 2012 | Moskou         |
| 1000 meter | 1.19,46 | 10 augustus 2008 | Calgary        |
| 1500 meter | 1.59,28 | 17 november 2007 | Calgary        |
| 3000 meter | 4.03,00 | 15 november 2013 | Salt Lake City |
| 5000 meter | 6.55,43 | 18 februari 2011 | Salt Lake City |

## Resultaten
| Jaar | WK Allround | WK Afstanden        | Olympische Spelen  | WK Junioren          |
| ---- | ----------- | ------------------- | ------------------ | -------------------- |
| 2005 |             |                     |                    | 11e 5e achtervolging |
| 2006 |             |                     |                    | 10e · achtervolging  |
|      |             |                     |                    |                      |
| 2009 |             | 17e 3000m 14e 5000m |                    |                      |
| 2010 | NC21        |                     | 15e 3000m 9e 5000m |                      |
| 2011 |             | 12e 3000m 10e 5000m |                    |                      |
| 2012 | NC20        | 20e 3000m 12e 5000m |                    |                      |
|      |             |                     |                    |                      |
| 2014 |             |                     | 9e 3000m 12e 5000m |                      |

NC21 = niet gekwalificeerd voor de laatste afstand, maar wel als 21e geklasseerd in de eindrangschikking